# Rikki
Ritsuki Nakano (中野 律紀, Nakano Ritsuki, 19 de janeiro de 1975 em Amami Ōshima, Japão), conhecida pelo nome artístico Rikki (りっき), é uma cantora folk japonesa.
Ela começou sua carreira cantando músicas tradicionais japonesas quando tinha apenas quatro anos de idade. Mais tarde, ao atingir os quinze anos, Rikki foi a mais jovem vencedora do grande prêmio japonês de música folk tradicional (a chamada Premiação All Japan Minyo). Ela fez sua primeira apresentação em Tóquio, Japão, no prestigioso Festival Konda Lota em 1992. Em dezembro de 1993, ela lançou seu primeiro single, "Maten No Hoshi" (ou "Céu Estrelado"), lançado originalmente na região japonesa de Kyushu. Logo após, ela produziu o primeiro álbum, Kaze No Koe.
Rikki é muito conhecida entre a comunidade de jogadores como a cantora do tema de Final Fantasy X, "Suteki Da Ne", lançado como single no dia 18 de julho de 2001. Outras canções no single incluem a versão instrumental de "Suteki Da Ne", "Pure Heart" (um arranjo vocal do tema de Aeris de Final Fantasy VII), e uma nova canção intitulada "Tsukisama" (ou "A Lua"). Uma das razões pelas quais Nobuo Uematsu e Kazushige Nojima a escolheram para cantar em "Suteki Da Ne" (traduzido em português para "Isso Não É Maravilhoso?") é que Rikki é muito famosa no Japão como uma cantora de folk tradicional, e acreditaram que sua voz é muito mais gentil e afinada do que as vozes das cantoras japonesas no mainstream. Rikki tinha 26 anos quando Final Fantasy X foi lançado. Várias cantoras, amadoras e profissionais, se inspiraram na sua voz e na sua habilidade de combinar o pop e o rock.
Em 1998, Rikki foi eleita para participar da cerimônia de abertura dos Jogos Paraolímpicos de Inverno de 1998 em Nagano, Japão, cantando o tema de abertura dos Jogos, "Tabidachi No Toki".
Em 2001, ela produziu um álbum de fotos, juntamente com Joe Hisashi, para o filme Spirited Away (dirigido por Hayao Miyazaki).
Em 2006, Rikki juntou-se à banda Sound Horizon para o lançamento de 5th Story CD: Roman. Ela se envolveu com os lançamentos da Sound Horizon até 2008, quando ela deu à luz gêmeas e retornou à Amami Ōshima, conforme ela mesma relatou em seu blog.

## Discografia

### Singles
- "Manten No Sora" (1 de dezembro de 1993)
- "Tsubasa O Hiroge" (1 de maio de 1994)
- "Suteki Da Ne", apresentado em Final Fantasy X (18 de julho de 2001) – foi relançado pela Square Enix no dia 22 de julho de 2004
- "Karatachi Nomichi/Toki" (19 de março de 2003)

### Álbuns
- Mucha Kana (21 de maio de 1993) – relançado no dia 21 de agosto de 2002
- Kaze No Koe (16 de dezembro de 1993)
- Taiyō No Shita De (24 de agosto de 1994)
- Rikki (16 de dezembro de 1995)
- Miss You Amami (15 de novembro de 1998) – relançado no Reino Unido no dia 15 de junho de 2004
- Kanaria (3 de outubro de 2001)
- Mitsu (21 de agosto de 2002)
- Shimauta Trickles (25 de setembro de 2002)
- Musunu Shima He (19 de janeiro de 2005)